# Freistadt Ábrahám
Freistadt Ábrahám (Galgóc, ? – Komárom, 1830.) főrabbi.
Komáromi főrabbi, tanítómestere Tiszmenitz Mesulam pozsonyi rabbi volt.
Freistadt munkája a német nyelven íródott Predigt in Deutscher Sprache, gehalten am 5. Februar 1837... bei Gelegenheit der Einweihung der Synagoge in Komorn. Komorn., továbbá az Imré Sefer című önállóan megjelent mű szerzője, valamint több reszponzuma jelent meg a Tesuvó Meahavó című reszponzum-gyűjteményben.